# Kraví festival
Kraví festival (v anglickém originále Cow Days) je třináctý díl druhé řady amerického komediálního animovaného televizního seriálu Městečko South Park. 

## Děj
Pár Tom and Mary vyhrávají v televizní soutěži cestu do South Parku, kde se právě koná 14. ročník dnů krávy, při kterém je ve zvyku, že se krávy vypustí z ohrady a lidé před nimi utíkají. Při této události je odhalen velký pomník krávy s hodinami. Nedaleko se ve městě koná také pouť, které se Kenny, Stan, Kyle a Eric účastní. Kyle chce na atrakci s hodem míčků vyhrát plyšové postavičky Terrance a Phillipa, ale Cartman společné peníze využije za jiné atrakce a na neúspěšné hody, takže kluci nemají dostatek peněz na dostatek pokusů hodu míčkem do dřevěné stěny s fotkou Jennifer Love Hewitt, jejíž děravá pusa je cíl. Aby kluci získali hodně peněz na hodně pokusů, zapíší Cartmana do soutěže jízdy na býkovi. Při tréninku se Eric zraní a začne si myslet, že je vietnamská prostitutka. Mezitím se vypuštěné krávy z ohrady schází k novému pomníku a pak ho přemístí z města do pole. Jimbo si všimne, že někdo dvacetimetrový pomník ukradl. Obviní turisty Toma a Mary a pošle je do vězení. Z kravského pomníku, který v celou hodinu bučí, se stává kult všech městských krav. Když krávy obklíčí FBI a přinutí je nastoupit si do náklaďáku, krávy raději spáchají hromadnou sebevraždu skokem ze skály. Eric tou dobou vyhraje soutěž a kluci díky vyhraným penězům dostanou dostatek pokusů k tomu, aby získali plyšáky Terrence a Phillipa. Náhle zjistí, že toho plyšáci moc nevydrží a rozpadají se. Vznáší na karneval obvinění, že je to celé podfuk. Lidé s jejich názorem souhlasí a začnou se s organizátory prát. Barbrady nakonec pořadatele karnevalu zatkne, čímž si uvědomí, že zapomněli pustit nevinného Toma a Mary. Starostka se však rozhodne věc ututlat.